# Санта-Барбара (Лориньян)
Санта-Барбара (порт. Santa Bárbara) — район (фрегезия) в Португалии, входит в округ Лиссабон. Является составной частью муниципалитета Лориньян. По старому административному делению входил в провинцию Эштремадура. Входит в экономико-статистический субрегион Оэште, который входит в Центральный регион. Население составляет 1414 человека на 2001 год. Занимает площадь 7,51 км².
Покровителем района считается Святая Варвара (порт. Santa Bárbara).